# Pediocactus knowltonii
Pediocactus knowltonii är en kaktusväxtart som beskrevs av L.D.Benson. Pediocactus knowltonii ingår i släktet Pediocactus och familjen kaktusväxter. Inga underarter finns listade i Catalogue of Life.

## Bildgalleri

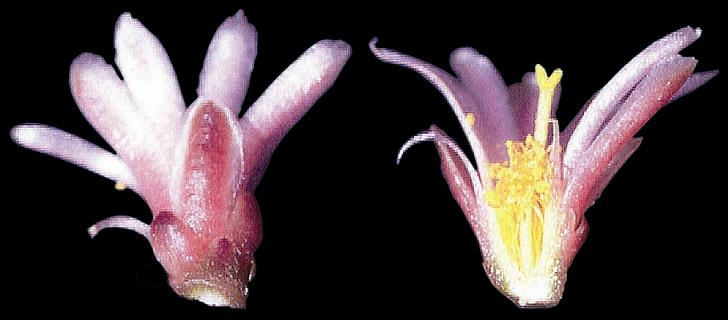
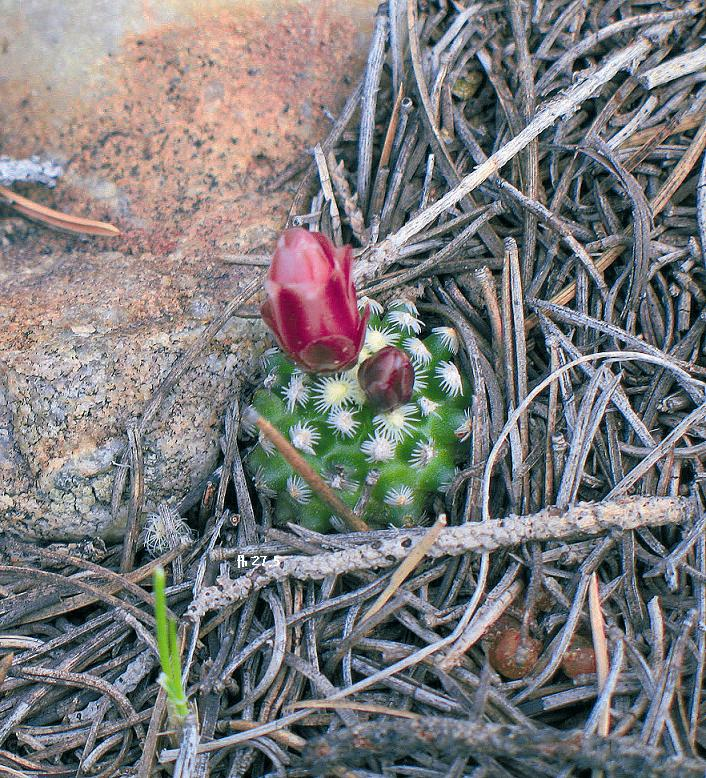
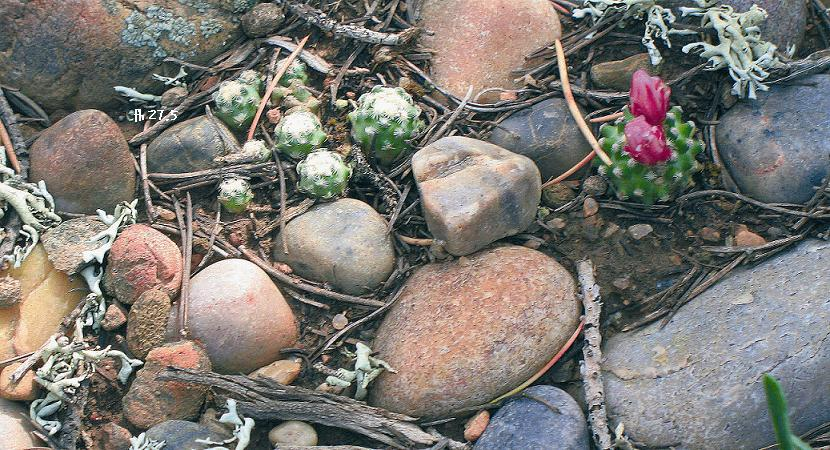
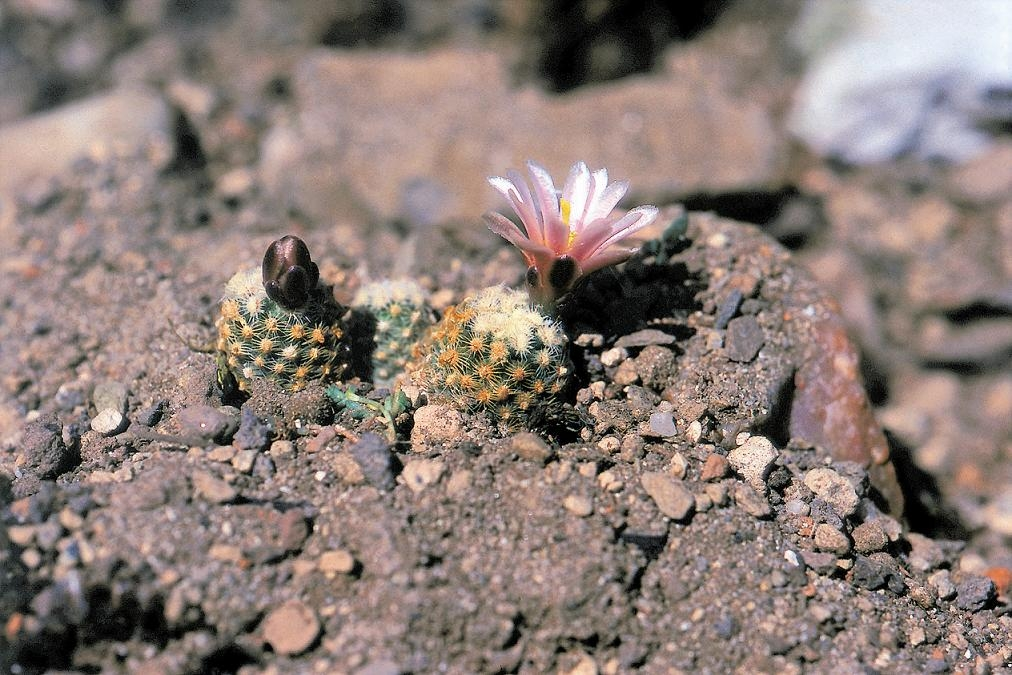
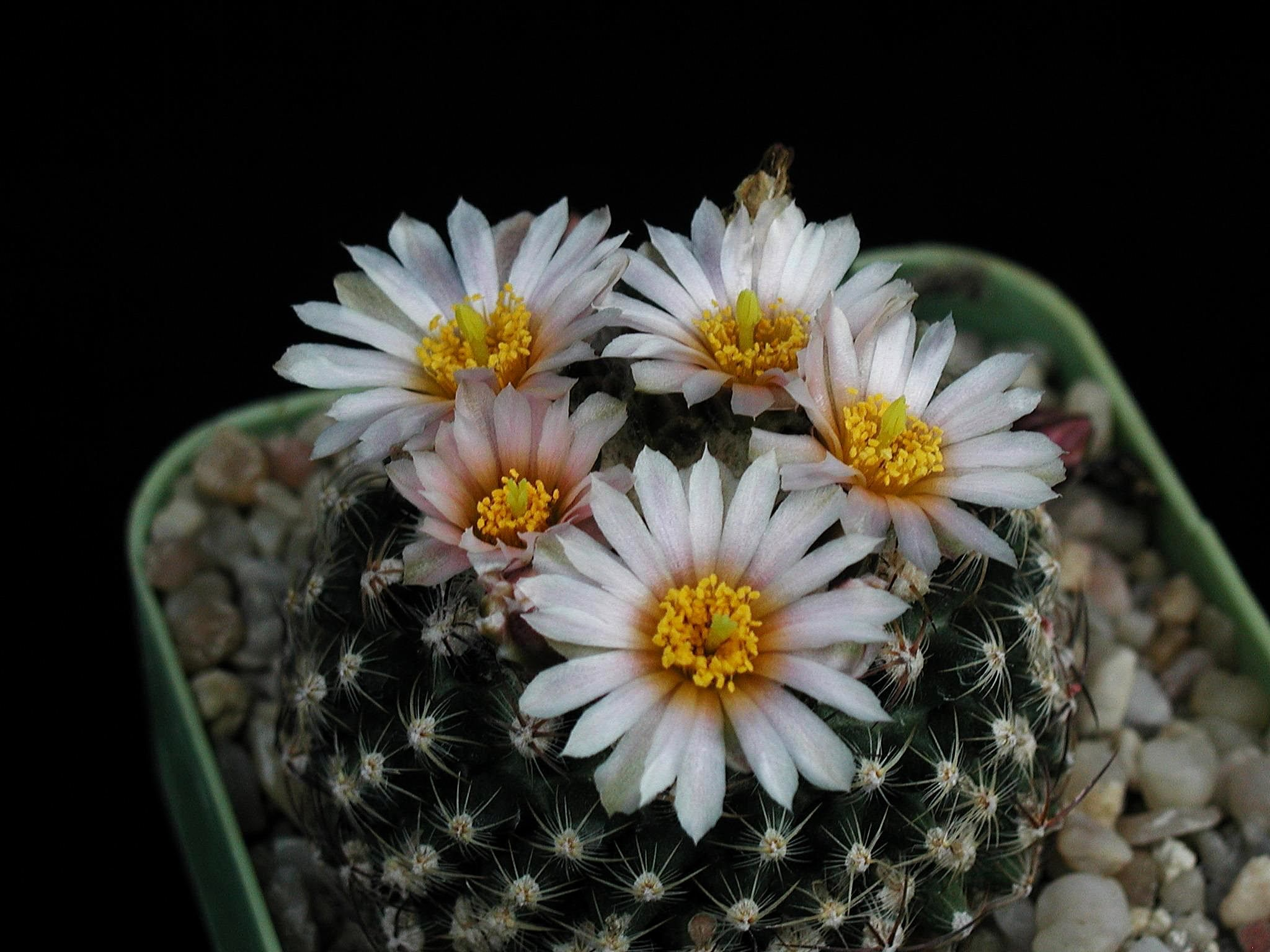
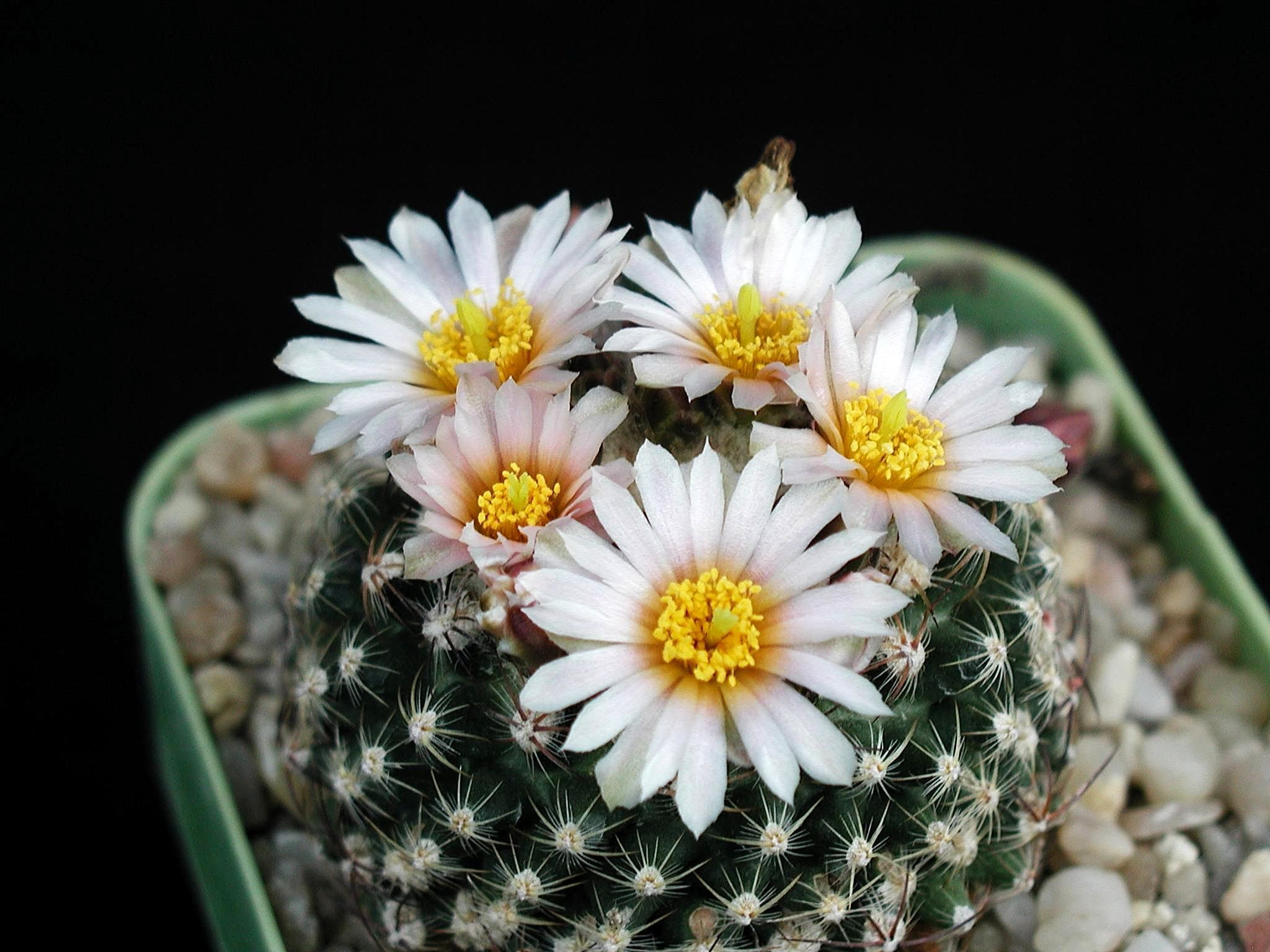